# Kościół św. Stanisława Biskupa i Męczennika w Krakowie (ul. Półkole)
Kościół św. Stanisława Biskupa i Męczennika – rzymskokatolicki kościół parafialny znajdujący się w Krakowie, w dzielnicy II Grzegórzki, przy ul. Półkole 9a, na Dąbiu.

## Historia
18 listopada 1983 kard. Franciszek Macharski poświęcił plac pod budowę kościoła na Dąbiu. 27 września 1985 r. kard. Macharski dokonał wmurowania Aktu Erekcyjnego i kamienia węgielnego, pochodzącego z Grobu Św. Piotra.
Projekt świątyni w stylu postmodernistycznym wykonał mieszkaniec Dąbia, architekt Henryk Kamiński. Budynek miał w założeniach przypominać mitrę biskupią. Zasadnicze prace budowlane trwały do 1994 r.

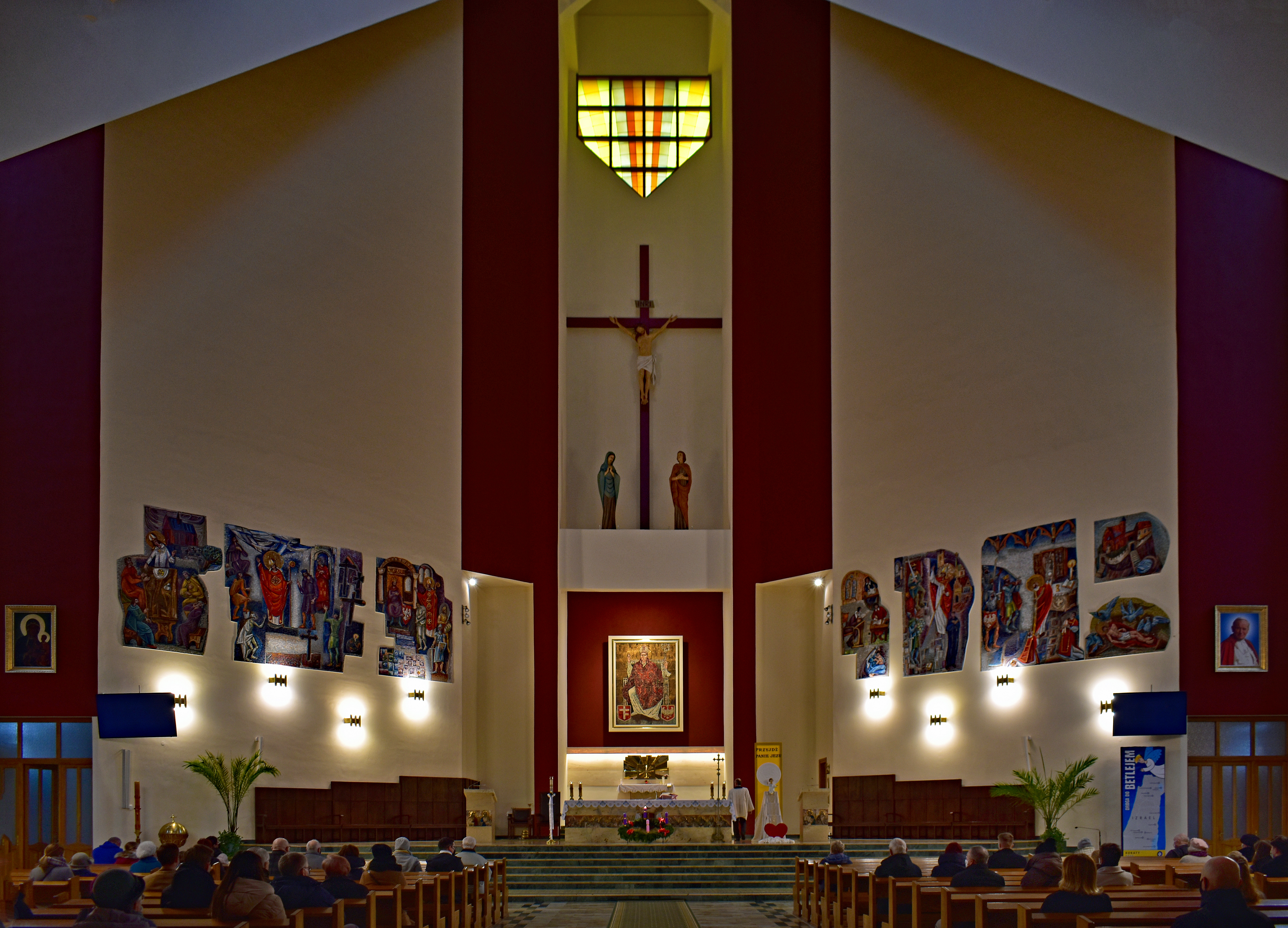
Wnętrze kościoła.

## Źródła
- Historia kościoła na witrynie parafii. [dostęp 2018-10-15].